# Siphoninus phillyreae
Siphoninus phillyreae är en insektsart som först beskrevs av Alexander Henry Haliday 1835.  Siphoninus phillyreae ingår i släktet Siphoninus och familjen mjöllöss. Inga underarter finns listade i Catalogue of Life.